# Mark Polishook
Mark Polishook (* im 20. Jahrhundert) ist ein US-amerikanischer Musikpädagoge, Pianist und Komponist.

## Leben und Wirken
Polishook studierte Jazzpiano am New England Conservatory of Music und an der Manhattan School of Music und Komposition und an der University of Pittsburgh (Master); er promovierte an der Hartt School of Music. Zu seinen Kompositionslehrern zählten Eugene Kurtz, Ludmilla Uelehla, Robert Carl und James Sellars. Er unterrichtete Jazzklavier und Komposition an der University of Maine at Augusta und leitete später acht Jahre lang an der Fakultät für Musik der Central Washington University das Programm für Musiktheorie und Komposition.
Daneben gab er im Rahmen des Fulbright-Programms Vorlesungen am Studio für elektroakustische Musik der Musikakademie Krakau und Kurse für elektronische Musik an der Montclair State University und am Montclair State Honors College. Als Internet-Artist in Residence der University of Maine at Augusta unterrichtet er ausgesuchte Studenten über Skype.
Polishook verbindet als Pianist Elemente der klassischen Musik mit denen des Jazz. Seine Lehrer als Jazzpianist waren Jaki Byard, Charlie Banacos und Marian McPartland. Er arbeitete mit Jazzmusikern wie Ted Curson, Kenny Garrett, Cassandra Wilson, Eddie Gomez, Richard Davis, Little Jimmy Scott, Sonny Fortune und Mark Murphy zusammen und gab als Klaviersolist Improvisationkonzerte in Leicester, Krakau, Hongkong und den Vereinigten Staaten. Seine Oper Seed of Sarah wurde von Andrea Weiss als Videocollage verfilmt.